# ان‌جی‌سی ۷۰۰۶
ان‌جی‌سی ۷۰۰۶ (انگلیسی: NGC 7006) یک خوشه کروی در صورت فلکی دلفین است. ان‌جی‌سی ۷۰۰۶ در حومه کهکشان راه شیری قرار دارد. حدود ۱۳۵۰۰۰ سال نوری از ما فاصله دارد، پنج برابر فاصله میان خورشید و مرکز کهکشان، و بخشی از هاله کهکشانی است. این ناحیه تقریباً کروی کهکشان راه شیری از ماده تاریک، گاز و خوشه‌های ستاره‌ای پراکنده تشکیل شده است.